# Мечеть Бинат Биби

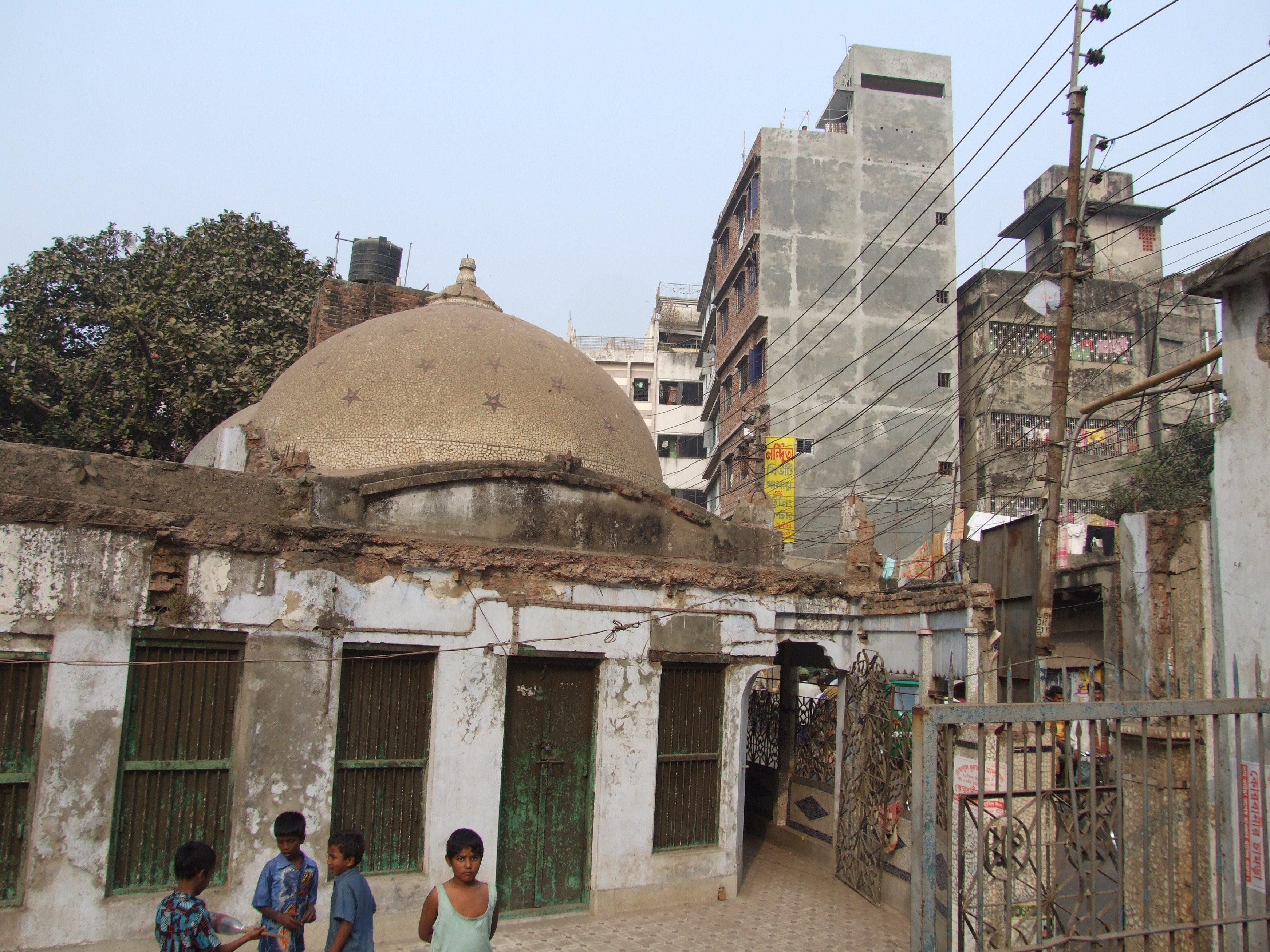
Мечеть Бинат Биби

Мече́ть Би́нат Биби́ — первая мечеть, построенная в Бенгальской области, построена в 1454 Бахт Бинат, дочерью Мархамат, во время правления Султана Шаха Махмуда I. Мечеть расположена в Наринде, Дакка.

## Архитектура
Мечеть — квадратная с единственным куполом (3.7 м.) Входы с востока, севера и юга. Особенности кривые карнизы и зубчатые стены, по углам восьмиугольные башенки, и арки на южной, северной и восточной сторонах. Украшение скромные, всё здание покрыто штукатуркой.

## Текущее состояние
600-летняя, старая мечеть, одно из самых старых зданий в городе, уничтожается, как часть плана реконструкции, который включает в себя здание 21 м, высокий минарет и расширение текущего здания от трех секций до семи.